# Dennis Ritchie
Dennis MacAlistair Ritchie (Bronxville, 9 settembre 1941 – Berkeley Heights, 12 ottobre 2011) è stato un informatico statunitense.
È stato uno dei pionieri dell'informatica moderna, importante per essere stato l'inventore del linguaggio C e, assieme al suo storico collega Ken Thompson, per aver scritto il sistema operativo Unix.

## Biografia

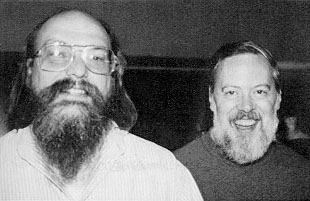
Dennis Ritchie (a destra) con Ken Thompson

Nato a Bronxville, nello stato di New York, si laureò in fisica e matematica applicata all'Università di Harvard e dal 1967 iniziò a lavorare presso i Bell Laboratories, nel loro centro di ricerca informatico; qui collaborando con Ken Thompson sviluppò in assembly PDP-7, la prima versione del sistema operativo Unix e scrisse il primo Unix Programmer's Manual (1971).
Sebbene il lavoro fosse già di notevole qualità i due non ne erano contenti in quanto l'assembly è poco manutenibile e soprattutto dipendente dalla CPU; decisero dunque di tradurre tutto il sistema operativo in un linguaggio nuovo e per questo Dennis Ritchie scrisse il linguaggio C.
Con Brian Kernighan, inoltre, scrisse il libro The C Programming Language, oggi reputato un testo fondamentale per i programmatori e noto nell'ambiente come "il K&R", dalle iniziali dei due autori.
Morì il 12 ottobre 2011 all'età di 70 anni. Molte distribuzioni Unix-like hanno dedicato una versione alla sua memoria come Fedora 16, resa disponibile circa un mese più tardi, e il sistema operativo FreeBSD 9.0, distribuito il 12 gennaio dell'anno successivo.

## Premi e riconoscimenti

### Premio Turing
Nel 1983 riceve il Premio Turing insieme a Ken Thompson, per il contributo dato allo sviluppo della teoria generica dei sistemi operativi e, in particolare, per l'implementazione di Unix, il prototipo dei moderni sistemi operativi Unix-like. Il discorso da lui pronunciato durante la cerimonia di premiazione si intitolava "Reflections on Software Research".

### Medaglia IEEE "Richard W. Hamming"
Nel 1990, ancora assieme a Thompson, riceve la Medaglia IEEE "Richard W. Hamming" dall'Institute of Electrical and Electronics Engineers, «per la creazione del sistema operativo UNIX e del linguaggio di programmazione C».  Il riconoscimento della medaglia IEEE "Ritchard W. Hamming" fu dato ad entrambi con la stessa motivazione ma è noto che Thompson non partecipò allo sviluppo del linguaggio C ma che fu il principale autore di Unix. In realtà, C e Unix sono fortemente legati: nel 1972 Unix venne completamente riscritto in linguaggio C divenuto allora disponibile. Non è affatto un segreto che Thompson ottenne la disponibilità di usare il linguaggio C prima del rilascio ufficiale, tanto è vero che il motivo principale del progetto dello sviluppo del C era la migrazione (detta "porting", in senso stretto) di Unix su una base più solida e portabile.

### National Medal of Technology
Il 21 aprile 1999, Thompson e Ritchie ricevono ancora una volta congiuntamente la National Medal of Technology and Innovation dell'anno 1998, consegnata dal presidente degli Stati Uniti d'America Bill Clinton per l'invenzione congiunta del sistema operativo UNIX e del linguaggio di programmazione C che, come recita la motivazione, «ha guidato il Paese verso enormi progressi nell'hardware, nel software, e nelle interconnessioni di computer, stimolando lo sviluppo industriale e rafforzando la posizione di leadership degli USA nell'Era dell'Informazione».

### Japan Prize
Nel 2011 Ritchie e Thompson sono insigniti del Japan Prize for Information and Communications per il loro lavoro di sviluppo del sistema operativo UNIX.

### Asteroide 294727 Dennisritchie
Gli è stato dedicato un asteroide, 294727 Dennisritchie.